# 8181 Россіні
8181 Россіні (8181 Rossini) — астероїд головного поясу, відкритий 28 вересня 1992 року.
Тіссеранів параметр щодо Юпітера — 3,334.